# ك. بين روس
ك. بين روس (بالإنجليزية: C. Ben Ross)‏ هو سياسي أمريكي، ولد في 27 ديسمبر 1876 في بارما في الولايات المتحدة، وتوفي في 31 مارس 1946 في بويسي في الولايات المتحدة. حزبياً، نشط في الحزب الديمقراطي. وقد انتخب Governor of Idaho ‏ (5 يناير 1931 – 4 يناير 1937).